# شعبه حلاكة (حبيش)

تعديل مصدري - تعديل

شعبه حلاكة محلة تابعة لقرية الجيرة، التابعة لعزلة بني معين بمديرية حبيش إحدى مديريات محافظة إب في الجمهورية اليمنية، بلغ تعداد سكانها 20 حسب تعداد اليمن لعام 2004.